# Auxerrois (région)
Pour les articles homonymes, voir Auxerrois.
L'Auxerrois est la région naturelle entourant la ville d'Auxerre, dans le département de l'Yonne et la région Bourgogne-Franche-Comté, et faisant partie du Bassin parisien.

## Histoire
Elle est historiquement une province du duché de Bourgogne entre le IXe au XIe siècle, puis passe temporairement aux mains du roi de France.

## Géographie
Cette région est réputée notamment pour son vignoble : le vignoble auxerrois.
La population de l'Auxerrois est estimée à 90 000 habitants. Auxerre est la première agglomération du département de l'Yonne.